# 237
237（二百三十七、にひゃくさんじゅうなな）は、自然数、また整数において、236の次で238の前の数である。

## 性質
- 237は合成数であり、約数は 1、3、79、237 である。
  - 約数の和は320。
- 78番目の半素数である。1つ前は235、次は247。
- 各位の和が12になる18番目の数である。1つ前は228、次は246。
- 各位の立方和が378になる最小の数である。次は273。(オンライン整数列大辞典の数列 A055012)
  - 各位の立方和が n になる最小の数である。1つ前の377は11555、次の378は1237。(オンライン整数列大辞典の数列 A165370)
- 237 = 22 + 82 + 132 = 42 + 52 + 142 = 42 + 102 + 112
  - 3つの平方数の和3通りで表せる29番目の数である。1つ前は233、次は241。(オンライン整数列大辞典の数列 A025323)
  - 異なる3つの平方数の和3通りで表せる14番目の数である。1つ前は222、次は245。(オンライン整数列大辞典の数列 A025341)
- 237 = 73 − 53 + 33 − 23
  - n = 3 のときの 7n − 5n + 3n − 2n の値とみたとき1つ前は29、次は1841。(オンライン整数列大辞典の数列 A135163)
- すべての桁が素数である28番目の数である。1つ前は235、次は252。(オンライン整数列大辞典の数列 A046034)

## その他 237 に関すること
- 西暦237年
- 第237代ローマ教皇はアレクサンデル7世（在位：1655年4月7日～1667年5月22日）である。
- 237 × 10−2 = 2.37 は {\displaystyle {\sqrt[{\pi }]{e^{e}}}} の数字列である。(オンライン整数列大辞典の数列 A205299)
- 映画『シャイニング』（監督：スタンリー・キューブリック）に登場するオーバールックホテルの秘密の部屋の番号。また、本作を基にしたドキュメンタリー映画のタイトルは『Room 237』である。